# Магејес, Бреча 124 ентре Сур 77.8 и Сур 79 (Ваље Ермосо)
Магејес, Бреча 124 ентре Сур 77.8 и Сур 79 (шп. Magueyes, Brecha 124 entre Sur 77.8 y Sur 79) насеље је у Мексику у савезној држави Тамаулипас у општини Ваље Ермосо. Насеље се налази на надморској висини од 18 м.

## Становништво
Према подацима из 2010. године у насељу је живело 5 становника.

### Хронологија
| Година       | 2005 | 2010 |
| ------------ | ---- | ---- |
| Становништво | 7    | 5    |

### Попис
| # | Индикатор                     | Вредност |
| - | ----------------------------- | -------- |
| 1 | Укупно домаћинстава           | 2        |
| 2 | Укупно насељених домаћинстава | 2        |
| 3 | Величина локације             | 1        |